# Ministère de l'Éducation (Italie)
 (décembre 2022).
La mise en forme du texte ne suit pas les recommandations de Wikipédia : il faut le « wikifier ».
Les points d'amélioration suivants sont les cas les plus fréquents. Le détail des points à revoir est peut-être précisé sur la page de discussion.
- Les titres sont pré-formatés par le logiciel. Ils ne sont ni en capitales, ni en gras.
- Le texte ne doit pas être écrit en capitales (les noms de famille non plus), ni en gras, ni en italique, ni en « petit »…
- Le gras n'est utilisé que pour surligner le titre de l'article dans l'introduction, une seule fois.
- L'italique est rarement utilisé : mots en langue étrangère, titres d'œuvres, noms de bateaux, etc.
- Les citations ne sont pas en italique mais en corps de texte normal. Elles sont entourées par des guillemets français : « et ».
- Les listes à puces sont à éviter, des paragraphes rédigés étant largement préférés. Les tableaux sont à réserver à la présentation de données structurées (résultats, etc.).
- Les appels de note de bas de page (petits chiffres en exposant, introduits par l'outil «  Source ») sont à placer entre la fin de phrase et le point final[comme ça].
- Les liens internes (vers d'autres articles de Wikipédia) sont à choisir avec parcimonie. Créez des liens vers des articles approfondissant le sujet. Les termes génériques sans rapport avec le sujet sont à éviter, ainsi que les répétitions de liens vers un même terme.
- Les liens externes sont à placer uniquement dans une section « Liens externes », à la fin de l'article. Ces liens sont à choisir avec parcimonie suivant les règles définies. Si un lien sert de source à l'article, son insertion dans le texte est à faire par les notes de bas de page.
- La présentation des références doit suivre les conventions bibliographiques. Il est recommandé d'utiliser les modèles {{Ouvrage}}, {{Chapitre}}, {{Article}}, {{Lien web}} et/ou {{Bibliographie}}. Le mode d'édition visuel peut mettre en forme automatiquement les références.
- Insérer une infobox (cadre d'informations à droite) n'est pas obligatoire pour parachever la mise en page.

Pour une aide détaillée, merci de consulter Aide:Wikification.
Si vous pensez que ces points ont été résolus, vous pouvez retirer ce bandeau et améliorer la mise en forme d'un autre article.
Pour les articles homonymes, voir Ministère de l'Éducation.
Le Ministère de l'éducation et du mérite (en italien : Ministero dell'Istruzione e del Merito) est le ministère du gouvernement de la République italienne chargé du système de l'éducation publique entre 1861 et 2001, de 2006 à 2008, et depuis 2020.

## Histoire
Existant depuis 1861 sous le gouvernement Cavour IV, il a été supprimé le 12 septembre 1929 par le gouvernement Mussolini, qui l'a remplacé par le ministère de l'Éducation nationale. Ce nom a été maintenu jusqu'au 29 mai 1944 par le gouvernement Badoglio II, qui a rendu au département son nom d'origine, à savoir le ministère de l'éducation. Elle est restée inchangée même après la création, le 14 décembre 1974, par le gouvernement Moro IV, du ministère des Biens culturels et environnementaux, qui a regroupé certaines des compétences et des fonctions appartenant auparavant au ministère de l'Éducation et à d'autres départements ; le premier titulaire de la nouvelle structure ministérielle a été Giovanni Spadolini.
En 1988, le ministère des universités et de la recherche scientifique et technologique a également été créé par la séparation du ministère de l'éducation. Le ministère de l'éducation a ensuite été dissous, avec le ministère des universités et de la recherche scientifique et technologique, conformément à la réforme Bassanini du décret législatif n° 300/1999, mise en œuvre par les gouvernements Berlusconi II et Berlusconi III, de sorte que ses structures ont d'abord été fusionnées dans le ministère de l'éducation, des universités et de la recherche scientifique et technologique, par le gouvernement Prodi I, puis dans le ministère de l'éducation, des universités et de la recherche, connu sous l'acronyme MIUR (gouvernements Berlusconi II et Berlusconi III).
Le ministère de l'éducation a ensuite été reconstitué (avec le ministère des universités et de la recherche) le 17 mai 2006 par le gouvernement Prodi II en se détachant du MIUR ; le 7 mai 2008, le gouvernement Berlusconi IV a réincorporé les deux ministères dans le MIUR, en application de la loi budgétaire 2008 n° 244/2007, qui est revenue à la configuration initiale de la réforme Bassanini.
Le décret-loi n° 1 de 2020 a supprimé le ministère de l'Éducation, des Universités et de la Recherche et a créé le ministère de l'Éducation et le ministère des Universités et de la Recherche.

## Organisation
Le ministère est organisé de manière centrale en bureaux de collaboration directe avec le ministre et en départements suivants :
Département du système d'éducation et de formation, divisé en bureaux de niveau de gestion générale :
1. Direction générale de la réglementation scolaire, de l'évaluation et de l'internationalisation de l'éducation nationale ;
2. Direction générale du personnel scolaire ;
3. Direction générale des étudiants, de l'inclusion et de l'orientation scolaire ;
4. Direction générale des Fonds structurels pour l'éducation, la construction scolaire et l'enseignement numérique ;

Département des ressources humaines, financières et instrumentales, divisé en Bureaux de gestion générale suivants
1. Direction générale des ressources humaines et financières
2. Direction générale des systèmes d'information et des statistiques ;
3. Direction générale de la conception organisationnelle, de l'innovation dans les processus administratifs, de la communication et des contrats.

Le ministère est divisé, à un niveau périphérique, en bureaux scolaires régionaux :
- Bureaux scolaires régionaux de niveau de gestion générale : 
  - Bureau scolaire régional des Abruzzes,
  - Bureau scolaire régional de Calabre,
  - Bureau scolaire régional de Campanie,
  - Bureau scolaire régional d'Émilie-Romagne,
  - Bureau scolaire régional de Frioul-Vénétie Julienne,
  - Bureau scolaire régional du Latium,
  - Bureau scolaire régional de Ligurie,
  - Bureau scolaire régional de Lombardie,
  - Bureau scolaire régional des Marches,
  - Bureau scolaire régional du Piémont,
  - Bureau scolaire régional des Pouilles,
  - Bureau scolaire régional de Sardaigne,
  - Bureau scolaire régional de Sicile,
  - Bureau scolaire régional de Toscane,
  - Bureau scolaire régional de Vénétie.
- Bureaux scolaires régionaux de niveau non général : Bureau scolaire régional de Basilicate, Bureau scolaire régional de Molise, Bureau scolaire régional d'Ombrie.

## Système d'éducation et de formation
Le système d'éducation et de formation italien, qui dépend de ce ministère, est divisé selon le schéma suivant:
- école maternelle et premier cycle d'enseignement: obligatoire à partir de l'école primaire et d'une durée totale de huit ans, comprenant l'école primaire (anciennement école primaire) et l'école secondaire inférieure (anciennement école secondaire inférieure) ;
- l'éducation des adultes, dispensée par les centres provinciaux d'éducation des adultes (CPIA), qui sont des établissements d'enseignement à part entière ;
- le deuxième cycle d'enseignement, divisé en deux types de parcours éducatifs
  - l'école secondaire de deuxième niveau (anciennement école secondaire supérieure), qui dure cinq ans et comprend les lycées, les instituts techniques et professionnels ;
  - les formations professionnelles de trois et quatre ans (IeFP), qui relèvent de la compétence régionale.

Ils sont également soumis à la coordination du ministère de l'éducation :
- le système éducatif intégré de la naissance à l'âge de six ans visé par le décret législatif n° 65 de 2017 ;
- les instituts techniques supérieurs (ITS).

## Les Italiens à l'étranger
Pour l'éducation des Italiens à l'étranger, en particulier des enfants du personnel italien en service permanent ou prolongé dans une mission, une ambassade, une représentation consulaire ou un bureau de représentation, des sites scolaires étrangers sont également organisés.

## Figures professionnelles
Le ministère comptait parmi ses employés des figures particulières : le provveditore agli studi, un fonctionnaire ministériel à la tête du provveditorato ; le chef d'établissement, qui jusqu'en 2000, avec l'institution de la figure du directeur d'établissement à la suite de la promulgation de la loi sur l'autonomie des établissements scolaires, occupait les rôles de directeur, chargé des établissements secondaires de première ou deuxième année, ou de directeur pédagogique, à la tête des établissements primaires.
En outre, le ministère disposait d'un personnel administratif, d'un personnel enseignant, d'un personnel chargé des installations et d'un quota de personnel de santé.